# George Văsii
George Văsii (n. 23 iunie 1935, Constanța, România – d. 11 septembrie 2001, București, România) a fost arhitect, membru al organizației isihaste Rugul aprins al Maicii Domnului de la Mănăstirea Antim și scriitor.
A fost arestat în lotul celor 16 pentru „activitate mistic dușmănoasă” împotriva comunismului și închis la Jilava, Gherla, Balta Brăilei (Stoienești, Salcia), Grădina, Băndoiu.

## Biografie

### Copilăria și adolescența
George Văsii s-a născut pe data de 23 iunie 1935 în familia Petre și Victoria Văsii. Tatal său este comerciant iar mama, maestră croitoreasă, ambii creștini devotați. În 1941 familia se stabilește în București. George urmează 6 ani de școală (4 clase primare și 2 de liceu) la Școala Germană Arhiepiscopală Sf. Andrei. În 1949 părinții devin ctitori ai Mănăstirii Tudor Vladimirescu din Galați, prin importante donații: o icoană mare de argint a Sfântului Mina, o cruce din aur pentru Măicuța Veronica, ca semn al rangului de Savroforă și toate  bijuteriile mamei Victoria vor împodobi icoana făcătoare de minuni din biserica mănăstirii. Este impresionat de personalitatea monahului Arsenie Papacioc, sculptor în Mănăstirea Antim și șocat de neobișnuitele Vedenii ale Măicuței Veronica (vizitată de părinți) căreia îi citise cartea tipărită la Mănăstirea Neamț. În același an este admis la Liceul Teoretic “Mihai Viteazul“.
În prima vacanță petrece o lună în Mănăstirea Tudor Vladimirescu și două luni în Mănăstirea de călugări Slatina (Fălticeni), unde era stareț Cleopa Ilie căruia îi câștigă încrederea. Optează definitiv ca după bacalaureat să se închinovieze și să urmeze teologia și este nelipsit din corul bărbătesc al Mănăstirii Antim. Citește asiduu din Pateric, zilnic un capitol din Evanghelii, are canon de rugăciuni și Psalmi, aproape în fiecare sâmbătă se spovedește la P.C. Ierom. Damian din Antim. Starețul Sofian Boghiu îi predă muzică psaltică și este lăsat să cânte solo la strană. Este din ce în ce mai solicitat de P.S. vicar Teoctist să fie anagnost, apoi ipodiacon. Îl pasionează teribil fizica moleculară și îl incită trigonometria și muzica, cele mai mari satisfacții avându-le în corul de la Antim de sâmbăta seara, iar duminicile dimineața este nominalizat “ipodiacon“ la slujbele arhierești.
În 1953 însă vizitează expoziția de proiecte ale studenților arhitecți și se hotărăște să dea admiterea la  arhitectură și înca din primele două luni de cursuri e fascinat de geniul arhitecturii vechii Elade și rafinamentul esteticienilor greci din epoca lui Pericle. În același timp este nelipsit de la Mănăstirea Antim și Atheneu. Primește sarcina de a face prezentări la audițiile simfonice din Facultate iar după două luni devine cel ce le programează și conduce. Fratele Andrei Scrima de la Antim, bibliotecarul Patriarhului Justinian, îi oferă prietenia, și în săptămâna luminată îi acordă acces liber și nestingherit în chilia sa, unde participă la  reale “ospețe” de poezie și mistică filocalică.
Andrei Scrima îi prezintă pe profesorul Mironescu, pe matematicianul și poetul Dan Barbilian (Ion Barbu). Îl cunoaște pe Părintele Daniil și participă la  conferințele de la Antim ale Rugului Aprins. Se împrietenește cu doctorul fiziolog Gheorghe Dabija și se îndrăgostește de poezia lui Vasile Voiculescu, în care se regăsește. Între 1955 si 1957 vizitează în fiecare vară Schitul Rarau, unde este inițiat și instruit în tainele Isihasmului - ale “Rugăciunii Inimii“ - de însuși starețul Schitului, Ieroschimonahul Daniil, care fusese 10 ani directorul ziarului Credința, scriitor și poet. “Acesta prețuind râvna mea, mi-a înmânat în manuscris “Imnul Acatist la Rugul Aprins“, o adevărată capodoperă a Imnografiei isihaste, doctrină profundă a imnografiei noastre de sorginte bizantină“. În 1956 părinții vând toată averea (casa din strada Levănțica) și se călugăresc: tatăl – Petre, devine monahul Mina la Mănăstirea Slatina, unde stareț era  Arhimandritul Cleopa, iar mama – Victoria, construindu-și casă la Mănăstirea Văratec, devine monahia  Vichentia. 

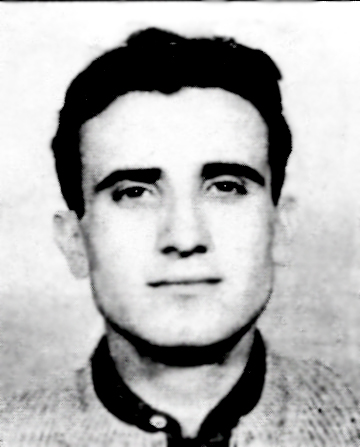
Fotografie din dosarul de anchetă

### Închisoarea
Pe 13 iunie 1958, la finele anului V de facultate, când  era cu o echipă de 5 studenți și lucrau la releveul picturii exterioare a Mănăstirii Moldovița, este arestat chiar în incinta mănăstirii. După anchetă, pe 8 noiembrie 1958, este condamnat la 8 ani muncă silnică sub acuzația de “crima de uneltire împotriva ordinei sociale – activitate mistic dușmănoasă“ împreună cu încă patru colegi prieteni: Rădulescu Nicolaie, Mihăilescu Emil, Mironescu Șerban și Pistol Dan. Toți cei cinci studenți au fost incluși în „Lotul celor 16” numit Rugul Aprins. Este mutat, în decursul celor 6 ani de închisoare la Jilava, Gherla, Balta Brăilei (Stoienești), Salcia, Grădina, Bandoiu. În perioada de muncă forțată se îmbolnăvește de enterocolită cronică, netratată, fapt ce îl duce la pragul epuizării fizice: “După ce am ieșit de la Zarca de-abia mă mișcam; la nici două săptămâni am fost eliberat“.

### Eliberarea
Pe 18 aprilie 1964, beneficiind  de decretul dat, este eliberat din Gherla cu recomandarea de a se angaja miner în Valea Jiului sau Cavnic; refuză, spunându-le că preferă să rămână  în Gherla decât să lucreze în mină. Ajungând în București merge la locuința închiriată de părinți la plecarea lor în mănăstire, dar constată că nu mai are nimic: i se confiscase totul, iar camera îi era ocupată. Reușește totuși să se angajeze cu mizera sumă de 950 lei la  I.P.C.T. unde lucrează ca tehnician. Aici face cateva proiecte: o cantină la Caracal, cinematograf de 700 locuri la Piatra Neamț, etc. Doi ani nu este admis la reluarea facultății pentru:”lipsă de proces de reabilitare”; a refuzat să-și facă mea culpa și nu a înaintat cererea de așa-zisă reabilitare. Pe 1964 septembrie după 2 ani de muncă drept tehnician, i se aprobă darea diplomei cu subiectul: “Centrul Studențesc de recreație și sport”. Absolvă cu nota 9 după 8 ani de întrerupere.
Între 1967 și 1969 lucrează la Institutul de Proiectări Căi Ferate, arhi-proiectant CED (centralizări electrodinamice) linii electrificate: București-Bacău; București-Găiești–Pitești.
Acum începe și activitatea sa ca scriitor. Scrie o serie de lucrări mistice/spirituale, câteva din ele împreună cu Măicuța Veronica : Din tainele Universului spiritual negativ (redactată final în 1982), LIGURDA (1975), Sensul celor trei munți (1976) și lucrarea sa de vârf, Nunțile Necesare (1980), apoi În căutarea sensului vieții- autobiografică. De asemenea compune mai multe  volume de poezii: Cântecul singurătății albastre, Imnuri, Poemele Gnozei, Canon la crin.

### Arhitect George Văsii
În 1969 este chemat de Patriarhul Justinian și lucrează aproape 8 ani ca arhitect titular al Sfintei Arhiepiscopii a Bucureștilor, unde activează din plin, restaurând integral Mănăstirile Pasărea  (unde figurează pe placa votivă de la intrare) și Suzan, Mănăstirile Zamfira și Cernica (parțial ); restaurează cu succes deosebit Biserica Sfântul Gheorghe Grivița, bombardată în anii 1942-1943; instalează monumentul de piatră de la Mănăstirea Peștera Ialomicioarei, proiectând ansamblul mănăstiresc.
În 1971 - 1972 aprilie lucrează în R.F.G la firma Iohann –Liess. Realizează mai multe proiecte: Sport Hotel din Bissendorf, în apropiere de aeroportul din Hannover,  Terssenhauser pentru Ronnenberg Langehagen, un bloc de 5 etaje în centrul orașului Mellendo.
În 1973 se întoarce în țară în urma unui conflict de muncă cu șeful său, după ce obținuse azil politic. Lucrează la I.P.C.M. ca arhitect proiectant gradul II Sistematizări și face fabrica de vagoane din Turnu Severin și cea din Caracal.
În 1976 proiectează o imensă investiție privind cuplarea unei fabrici de mașini agricole și a unei turnătorii de fontă de 40.000 t/an.

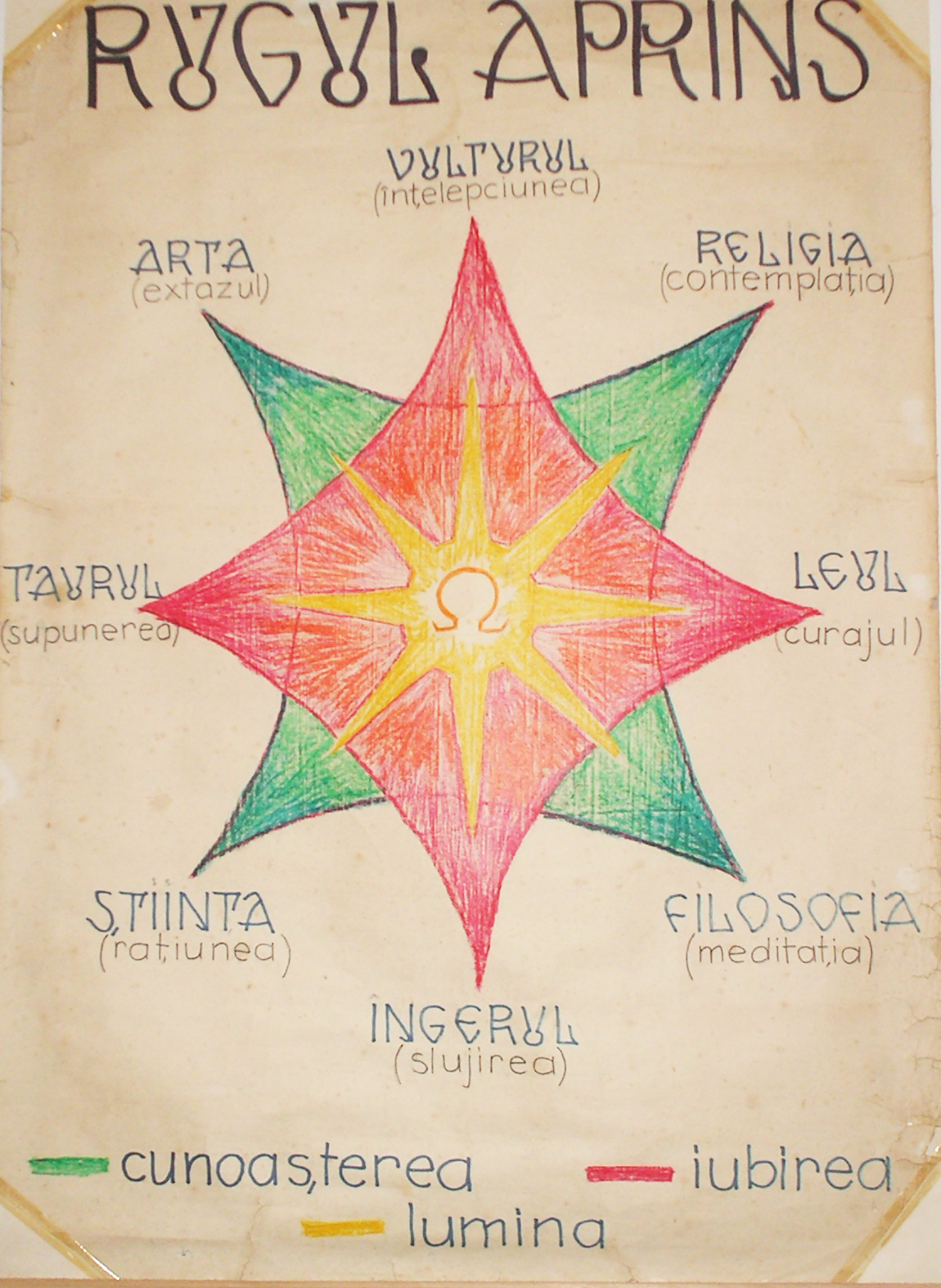
Filosofema grafica - Rugul aprins

În 1976, septembrie, e pensionat ca recalcitrant după un conflict legat de această turnatorie:
"Din cauza unei imbecile indicații de a amplasa  turnătoria de fontă într-o groapă imensă - “genialul” (Nicolae Ceaușescu-n.ed.) neștiind  să citească curbele de nivel - șeful de proiect “marionetă” tace, nimeni nu se opune, și eu obligat să fac un proiect nou, aberant; fac o criză de furie, îi fac pe toți lași, lingăi; colegii apelează la salvarea Spitalului 9, zicând că-s băut și astfel sunt obligat să mă pensionez."
În 1977 este scos abuziv la pensie, ca bolnav mintal în Spitalul de Psihiatrie, unde proiectează “Complexul de  resocializare a suferinzilor psiho-mentali”. Execută expoziția de filosofeme grafice, proiectează și execută mobilier omologat. Îl are ca duhovnic pe Părintele Benedict Ghiuș de la Cernica, care l-a încurajat să scrie. În 1994 este adus la Brăila (unde rămâne  mai mult timp) de la Spitalul Victor Babeș din București. Suferise o infecție generalizată (septicemie), datorată unei agresiuni cumplite la ambele gambe, de către un “individ“. Editează aici  prima apariție de după 1989 a Imnului Acatist la Rugul Aprins. Între 1994 și 1996 redactează în faza de execuție un amplu proiect pentru construirea în mai multe etape a unui Centru de  documentare, studiu și inițiere isihastă pe un teren ce aparține Schitului Rarău (cota 1783) cu acces din satul Chiril, comuna Crucea. În 1996 devine Diplomat arhitect în Registrul Național al Arhitecților (cod R.N.A.00057/D din decembrie 1996).

### Moartea
Moare subit, în circumstanțe suspecte, pe 11 septembrie 2001 și este înmormântat pe 14 septembrie, la Brăila.

## Scrieri
- Din tainele Universului spiritual negativ (1962)
- Ligurda (1975)
- Sensul celor trei munți (1976)
- Nunțile Necesare (1980), Solteris, Piatra Neamț
- În căutarea sensului vieții, autobiografică, Solteris, Piatra Neamț
- Cercetări în lumea nevăzută, Solteris, Piatra Neamț, 2001
- Imnul acatist la Rugul Aprins, cu o introducere de George Văsii, 2002

Volume de poezii: Cântecul singurătății albastre, Imnuri, Poemele Gnozei, Canon la crin, Surghiunul miresei.